# Ubá
Ubá ist eine Stadt im brasilianischen Bundesstaat Minas Gerais. Sie hatte im Jahr 2012 etwa 104.000 Einwohner.

## Söhne und Töchter
- Ary Barroso (1903–1964), Jurist, Sportreporter, Komponist und Sänger
- Eugênio German  (1930–2001), Schachspieler
- Nelson Ned (1947–2014), Singer-Songwriter
- Gilberto Occhi (* 1958), mehrfacher Minister, Präsident der Bundessparkasse
- Walter Jorge Pinto (* 1963), römisch-katholischer Geistlicher, Bischof von União da Vitória
- Luan Cândido (* 2001), Fußballspieler